# فرودگاه جفری–محله هوایی سیلور رنچ
فرودگاه جفری–محله هوایی سیلور رنچ (به انگلیسی: Jaffrey Airport – Silver Ranch Airpark) یک فرودگاه همگانی بهره‌برداری هوایی با کد یاتا AFN است که یک باند فرود آسفالت و چمن دارد و طول باند آن ۹۰۹ متر است. این فرودگاه در کشور ایالات متحده آمریکا قرار دارد و در ارتفاع ۳۱۷ متری از سطح دریا واقع شده‌است.